# Lepidagathis falcata
Lepidagathis falcata är en akantusväxtart som beskrevs av Christian Gottfried Daniel Nees von Esenbeck. Lepidagathis falcata ingår i släktet Lepidagathis och familjen akantusväxter. Inga underarter finns listade i Catalogue of Life.